# 切齒副魣竺鮨
切齒副魣竺鮨，為輻鰭魚綱鱸形目鱸亞目鮨科的其中一種，分布於中西大西洋區，包括牙買加、波多黎各及荷屬安地列斯海域，棲息深度30-60公尺，生活在沿海礁波坡，為底棲性魚類，屬肉食性，生活習性不明。